# 37530 Dancingangel
37530 Dancingangel è un asteroide della fascia principale. Scoperto nel 1977, presenta un'orbita caratterizzata da un semiasse maggiore pari a 2,4158230 UA e da un'eccentricità di 0,2812422, inclinata di 11,56372° rispetto all'eclittica.